# Гдлян, Тельман Хоренович
Те́льман Хоре́нович Гдлян (арм. Թելման Խորենի Գդլյան, род. 20 декабря 1940, Большой Самсар, Ахалкалакский район, Грузинская ССР) — советский и российский общественный и государственный деятель.
Наиболее известен своей деятельностью в составе следственной группы Генеральной прокуратуры СССР («группа Гдляна — Иванова»), которая расследовала коррупцию в высшем эшелоне власти Узбекистана и начала собирать доказательства получения взяток высшими руководителями СССР.
Проживает в Москве.

## Биография
Родился 20 декабря 1940 года в селе Большой Самсар (ныне — Диди-Самсари) Ахалкалакского района Грузинской ССР в армянской семье. Имя получил в честь деятеля Коммунистической партии Германии Эрнста Тельмана.

### Образование
- 1959—1962 — проходил срочную службу в рядах Вооружённых Сил СССР.
- 1964—1968 — студент Саратовского юридического института.

### Трудовая деятельность

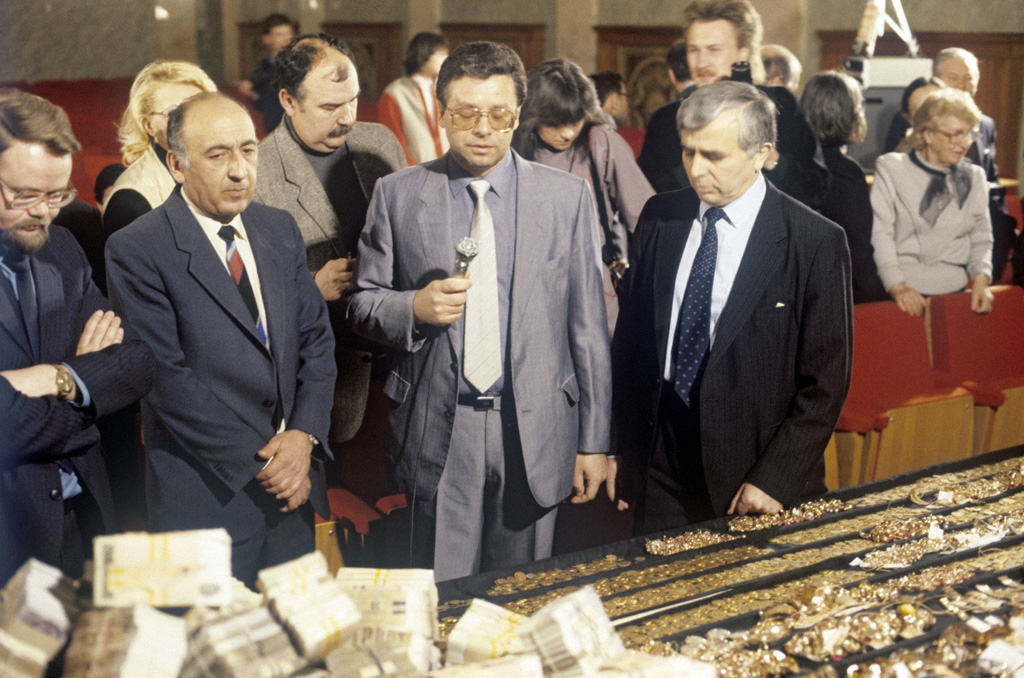
Следственной группой, ведущей расследование дела о должностной мафии в Узбекской ССР, были продемонстрированы ценности, изъятые у преступников, бравших взятки. Тельман Гдлян — второй слева. 1988 год.

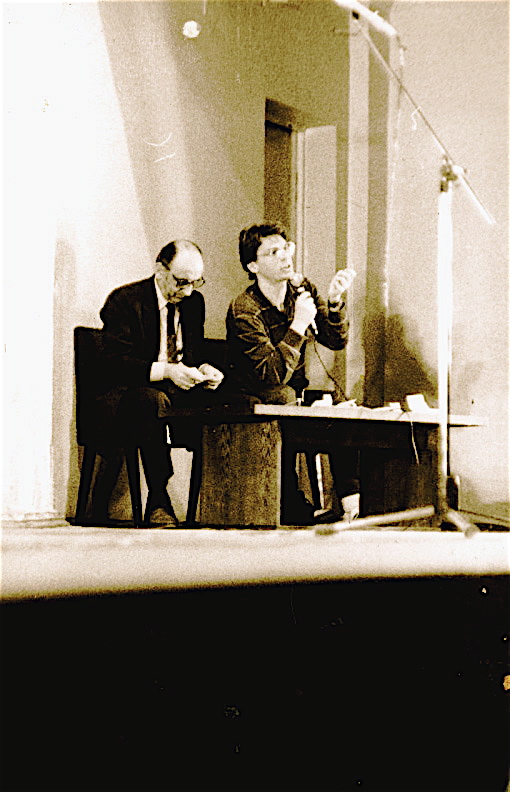
Тельман Гдлян и Евгений Додолев на творческом вечере в Останкино. 1989.

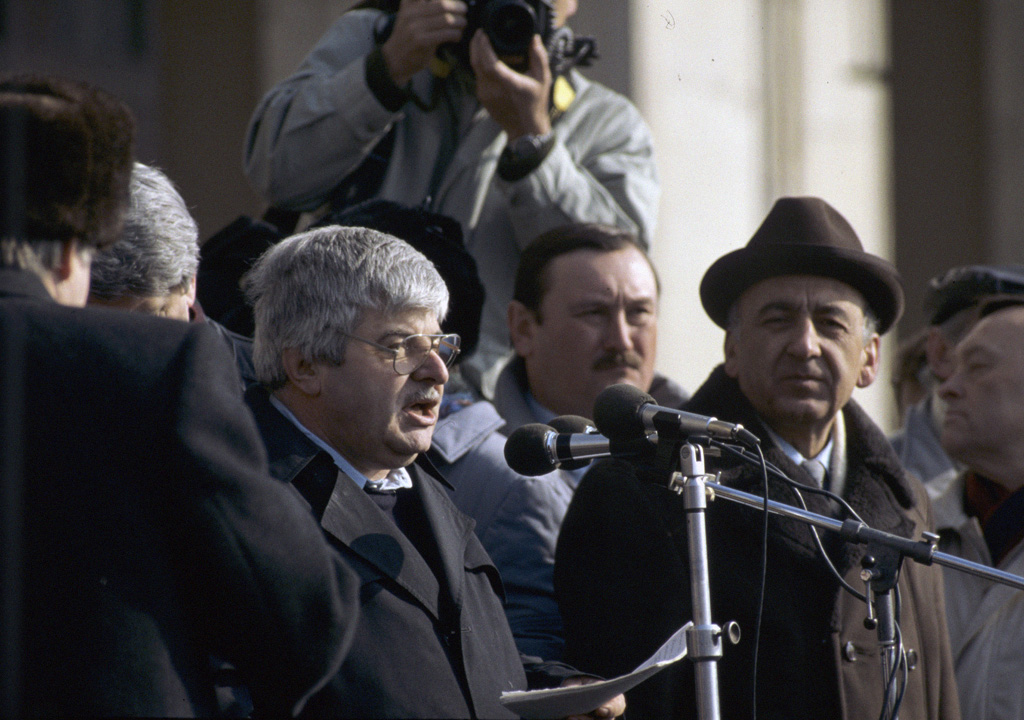
Тельман Гдлян (справа) и Гавриил Попов на митинге в Москве в 1991 г.

- В 1968—1983 годах работал на различных должностях в органах прокуратуры Ульяновской области.
- 1983 — дело Йоханнеса Хинта (умер в заключении, реабилитирован в 1989 году)
- 1983 — назначен на должность старшего следователя по особо важным делам при Генеральном прокуроре СССР. Стал известен своим участием в расследовании «хлопкового дела» (хотя, по мнению Владимира Калиниченко, «Гдлян, которому зачастую приписывают „хлопковое дело“, никогда им не занимался и никакого отношения к нему не имел»[2]). В рамках данного дела были арестованы руководитель агропромышленного объединения Ахмаджан Адылов, ряд узбекских министров и партийных деятелей, отстранены от должности (1988 году) 1-й секретарь ЦК КП Узбекской ССР и Председатель Совета министров Узбекской ССР, а также произошли «странные» самоубийства Рузмета Гаипова и замминистра внутренних дел Узбекской ССР Давыдова.
- 1989 — в мае Прокуратура СССР возбудила уголовное дело по обвинению Гдляна и Николая Иванова в нарушениях законности при проведении расследований в Узбекистане (бывший генпрокурор СССР Александр Сухарев и в 2011 году обвинял Гдляна и Иванова в получении показаний угрозами, фальсификации дел[3], отмечал: «Когда я был генеральным прокурором, моим последним делом было дело Гдляна и Иванова. Они, сотрудники прокуратуры, встали на путь коррупции. Это было для меня делом чести, хотя тогда были уже депутатами Верховного Совета»[4].) Дело прекращено в августе 1991 года «в связи с изменением политической обстановки»[3].
- 1990
  - В феврале исключён из КПСС. В апреле Верховный Совет СССР осудил «бездоказательные заявления народных депутатов СССР Т. Х. Гдляна и Н. В. Иванова»[5]. В апреле Гдлян уволен с должности старшего следователя по особо важным делам при Генеральном прокуроре СССР.
  - Избран народным депутатом СССР и Армении. Был членом Верховного Совета СССР. Входил в руководящие органы координационных советов «Демократической платформы», Межрегиональной депутатской группы (МДГ) и движения «Демократическая Россия».
  - совместно с ведущим телепрограммы «Взгляд» Евгением Додолевым выпустил книгу «Пирамида-1».
- 1991
  - Создал и возглавил Народную партию России и Всероссийский фонд прогресса, защиты прав человека и милосердия.
  - 19 августа по указанию ГКЧП был арестован сотрудниками КГБ и помещён в одну из казарм ВДВ[6], освобождён 21 августа, после провала путча[7].
- 1991—1994 — в соавторстве с коллегой Николаем Ивановым и журналистом Евгением Додолевым выпустил книги «Мафия времён беззакония», «Кремлёвское дело» и «Пирамида-2».
- 1992—1994 — возглавлял политический блок «Новая Россия», куда входили 10 партий и общественных организаций. Участник Конституционного совещания и член Общественной палаты при Президенте РФ.
- 1995 — в течение года вёл колонку в газете «Новый Взгляд»[8], где в свойственной ему экспрессивной манере писал про «сговор власти с „внутренним фашизмом“ — отечественной мафией».
- 1995—1999 — депутат Государственной думы II созыва по 192-му Бабушкинскому одномандатному избирательному округу г. Москвы. Являлся членом Комитета по международным делам и входил в состав постоянно действующей делегации Федерального Собрания РФ по связям с Европарламентом. Руководитель межпарламентской группы «Россия—Греция» и член депутатской группы Государственной Думы «Российские регионы».

## Семья
- Жена — Сусанна Арамовна (08.02.1948), терапевт.
  - Дочь — Анджела Гдлян (24.04.1975[9]), юрист, заместитель руководителя Департамента городского имущества города Москвы, статс-секретарь.
  - Сын — Мартин Гдлян (18.09.1981), следователь по особо важным делам[10].